# 16. námořní pěší divize (Wehrmacht)
16. námořní pěší divize (německy 16. Marine-Infanterie-Division) byla pěší divize německé armády (Wehrmacht) za druhé světové války.

## Historie
Divize byla založena 1. března 1945 ve Steenwijku v Němci obsazeném Nizozemí. Jednotka byla zřízena za účelem zmatení Spojenců ohledně početních stavů německé ozbrojené moci v oblasti. Tento útvar ve skutečnosti nedosahoval síly divize. 16. námořní pěší divize zanikla v květnu 1945 spolu s kapitulací německých ozbrojených sil.

## Velitelé
| Datum          | Hodnost         | Jméno        |
| -------------- | --------------- | ------------ |
| 1. březen 1945 | Kapitän zur See | Carl Hollweg |

## Členění
| Členění 16. námořní pěší divize |
| ------------------------------- |
| 4. Schiffs-Stamm-Regiment       |
| 6. Schiffs-Stamm-Abteilung      |
| 10. Schiffs-Stamm-Abteilung     |
| 24. Schiffs-Stamm-Abteilung     |